# Endocronartium harknessii
Endocronartium harknessii är en svampart som först beskrevs av J.P. Moore, och fick sitt nu gällande namn av Hirats. 1969. Endocronartium harknessii ingår i släktet Endocronartium och familjen Cronartiaceae.   Inga underarter finns listade i Catalogue of Life.